# マダム・ロワイヤル
マダム・ロワイヤル（仏: Madame Royale）は、ブルボン朝のフランス王族の称号の一つ。王の嫡出の娘で年長、かつ生存している者に与えられた。マダム・ロワイヤルの称号は、結婚によって原則は失われた。

## 一覧
| 名 | 名 | 名                                           | 生没年          | 親                                               | 配偶者                                                             |
| -- | -- | -------------------------------------------- | --------------- | ------------------------------------------------ | ------------------------------------------------------------------ |
|    |    | エリザベート・ド・フランス                   | 1602年 - 1644年 | アンリ4世とマリー・ド・メディシス                | スペイン王フェリペ4世 (1605年 - 1665年)                            |
|    |    | クリスティーヌ・ド・フランス                 | 1606年 - 1663年 | アンリ4世とマリー・ド・メディシス                | サヴォイア公ヴィットーリオ・アメデーオ1世 (1587年 - 1637年)        |
|    |    | アンリエット・マリー・ド・フランス           | 1609年 - 1669年 | アンリ4世とマリー・ド・メディシス                | イングランド王チャールズ1世 (1600年 - 1649年)                      |
|    |    | マリー・テレーズ・ド・フランス               | 1667年 - 1672年 | ルイ14世とマリー・テレーズ・ドートリッシュ       | 夭折                                                               |
|    |    | ルイーズ・エリザベート・ド・フランス         | 1727年 - 1759年 | ルイ15世とマリー・レクザンスカ                   | パルマ公フィリッポ (1720年 - 1765年)                               |
|    |    | アンリエット・ド・フランス                   | 1727年 - 1752年 | ルイ15世とマリー・レクザンスカ                   | 未婚                                                               |
|    |    | マリー・アデライード・ド・フランス           | 1732年 - 1800年 | ルイ15世とマリー・レクザンスカ                   | 未婚                                                               |
|    |    | マリー・テレーズ・シャルロット・ド・フランス | 1778年 - 1851年 | ルイ16世とマリー・アントワネット・ドートリッシュ | アングレーム公爵ルイ・アントワーヌ・ド・フランス (1775年 - 1844年) |